# Slaget vid Villers-Bocage
Slaget vid Villers-Bocage ägde rum under andra världskriget den 13 juni 1944, en vecka efter landstigningen i Normandie av de västallierade för att påbörja återerövringen av det tyskockuperade Frankrike. Striden var resultatet av ett brittiskt försök att förbättra sin ställning, genom att utnyttja en lucka i den tyska försvaret väster om staden Caen. Efter en dag av strider i och kring den lilla staden Villers-Bocage, samt ytterligare en dag där man försvarade en position utanför staden, slog britterna till reträtt.

## Bakgrund
De allierade och tyskarna ansåg att kontrollen över Caen var avgörande för slaget om Normandie. I dagarna efter Dagen-D den 6 juni etablerade tyskarna snabbt ett starkt försvar framför staden. Den 9 juni tillbakaslogs två brittiska försök att omringa och inta Caen. För att bryta det blodiga dödläget utanför Caen valde Montgomery den 11 juni att försöka genomföra en dubbel omfattning. För uppgiften valde han två divisioner som tidigare hade utmärkt sig under hans befäl.
Den vänstra armen skulle utgöras av 51st (Highland) Infantry Division som gick över floden Orne till brohuvudet som hölls av 6th Airborne Division. Den luftburna divisionen hade drivits bakåt av otaliga motanfall från stridsgrupper från 21. Panzer-Division, 711. Infanterie-Division och den nyanlända 346. Infanterie-Division. Den 10 juni gick 51st (Highland) Infantry Division i ställning kring byn Bréville-les-Monts för att gå till anfall dagen efter i riktning mot Cagny som låg 8 kilometer bort. Anfallet fastnade ohjälpligt och 6th Airborne Division fick med svåra förluster återta Bréville-les-Monts som skottarna drivits bort ifrån. Efter detta debacle var 51 st (Highland) Infantry Division demoraliserade och anfallet rann ut i sanden.
Den högra armen av omfattningen hade Montgomery högre förhoppningar på, den var tänkt att utgöras av 7th Armoured Division från XXX Corps som skulle anfalla genom dalgången till floden Seulles. På grund av dåligt väder hade pansardivisionen landstigit senare än väntat. Sedan hade den tyska Panzer-Lehr-Division med ett motanfall drivit undan 50th (Northumbrian) Infantry Division och 8th Armoured Brigade när de ryckte fram för att besätta utgångsläget inför anfallet mot Seulles-dalen. På den högra flanken av den brittiska Second Army drev den amerikanska 1st Infantry Division tillbaka tyska 352. Infanterie-Division och öppnade en lucka i den tyska frontlinjen vid Caumont-l'Éventé. För att tillvarata möjligheten att kringgå den tyska Panzer-Lehr-Division, som blockerade den direkta vägen söderut ifrån Tilly-sur-Seulles, avancerade en blandad styrka av stridsvagnar, infanteri och artilleri ur 22nd Armoured Brigade från 7th Armoured Division genom luckan i en flankmanöver mot Villers-Bocage. De brittiska befälhavarna hoppades att upptäckten av en stark styrka i deras rygg skulle tvinga Panzer-Lehr-Division att dra sig tillbaka eller bli omringad.

## Förlopp

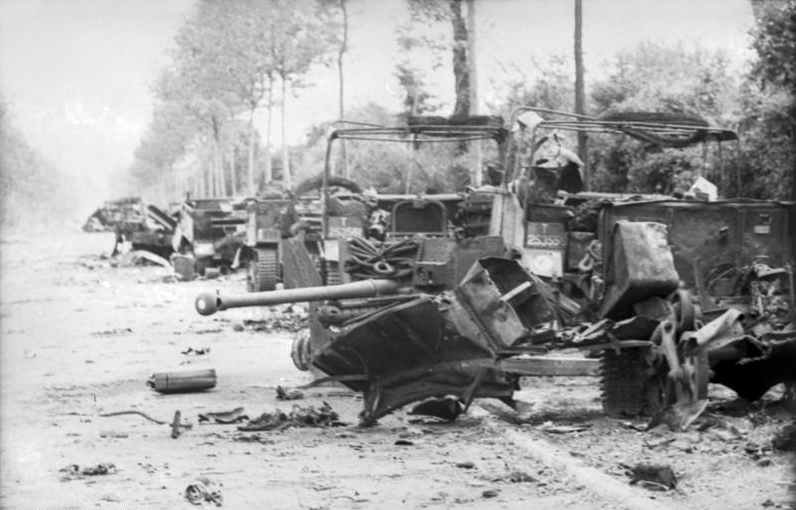
Resterna av fordonskolonnen som tillhörde Rifle Brigade

Den 12 juni ryckte 22nd Armoured Brigade fram genom den öppna luckan i den tyska frontlinjen under ledning av brigadgeneral William "Loony" Hinde. På kvällen den 12 juni erövrades Livry och 22nd Armoured Brigade slog läger kring byn. Vid gryningen de 13 juni påbörjade brigaden framryckningen mot Villers-Bocage. Men istället för att låta det mekaniserade spaningsregementet 11th Hussars utrustade med Daimler pansarbilar rycka fram i täten fick regementet ansvaret för att skydda flanken. I täten ryckte pansarregementet 4th County of London Yeomanry (Sharpshooters) fram tillsammans med sitt underställda infanterikompani från Rifle Brigade (Prince Consort's Own). Klockan 8.00 tågade man in i Villers-Bocage och fick ett varmt välkomnande av civilbefolkningen. Man mötte inget motstånd men en tysk tung pansarbil SdKfz 231 observerade de brittiska intåget och drog sig sedan tillbaka. För att säkra den strategisk belägna staden som låg ovanför Seulles-dalen, insåg Hinde att man var tvungen att besätta höjd 213 nordöst om staden. Chefen för 4th County of London Yeomanry, Viscount Cranley ville genomföra en grundlig sondering av området med regementets spaningspluton, eftersom flera tyska pansarbilar hade siktats medan Hinde ville besätta höjden utan dröjsmål. Skyndsamt skickades A-skvadronen av 4th County of London tillsammans med infanterikompaniet från Rifle Brigade upp mot höjden längs Caen-vägen. För att täppa igen luckan i den tyska linjen skickade befälhavaren för I. SS-Panzerkorps, Sepp Dietrich fram Schwere SS-Panzer-Abteilung 101 i riktning mot Villers-Bocage. När britterna intog staden hade endast andra kompaniet under ledning av SS-Obersturmführer Michael Wittmann hunnit fram. Samtidigt som 4th County of London Yeomanry inledde sin framryckning mot höjd 213 väntade Wittman med fem Tiger I-stridsvagnar i en skogsdunge öster om Caenvägen. När den brittiska kolonnen gjorde halt såg han sin chans och angrepp med understöd av två andra Tiger-stridsvagnar, de två andra hade mekaniska problem. Direkt slog han ut en Cromwell IV och en Sherman Firefly. De två understödjande tigrarna tog sig ann resten av A-skvadronen. Wittman rullade ner mot Villers-Bocage och utplånade fordonskolonnen som tillhörde Rifle Brigade, totalt åtta M5A1 halvbandvagnar, två 6-pundig pansarvärnskanoner, fyra Universal Carrier och Loyd Carrier. I stadens östra utkant stötte Wittman på spaningsplutonen från 4th County of London utrustade med tre M3 Stuart, dessa sköts till brinnande vrak utan att dessa hade någon möjlighet att göra någon skada på Tigern. Inne i staden slogs fyra Cromwell stridsvagnar från regementshögkvarteret ut tillsammans med två eldledningsstridsvagnar från 5th Royal Horse Artillery. Efter en sammanstötning med en Sherman Firefly från B-skvadronen i centrum av staden retirerade Wittman, men fick ett band avskjutet och besättningen fick överge stridsvagnen. Wittman och hans besättning fick fortsätta reträtten till fots.

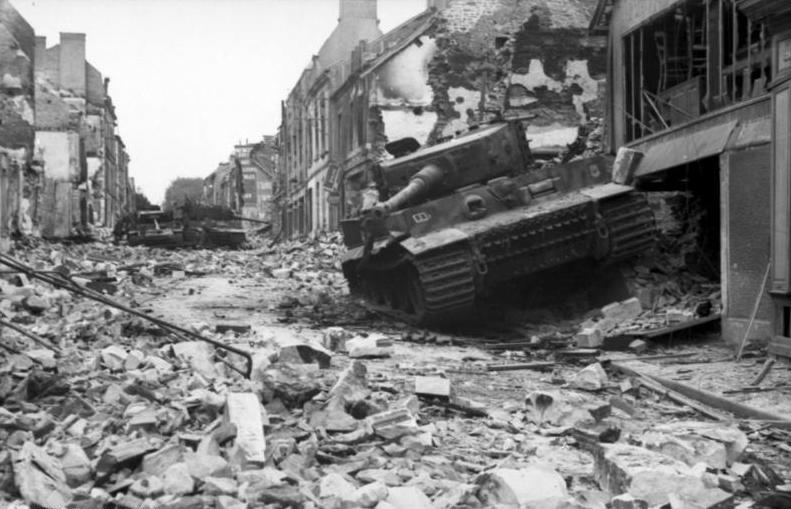
Utslagna Tigrar från första kompaniet av Schwere SS-Panzer-Abteilung 101 och en utslagen Panzer IV från Panzer-Lehr.

På eftermiddagen anföll första kompaniet från Schwere SS-Panzer-Abteilung 101, under SS-Hauptsturmführer Karl Möbius, staden igen men nu var överraskningsmomentet borta. Den här gången kunde Sherman Fireflys från B-skvadronen och pansarvärnskanoner hålla tyskarna stången och man slog ut fem Tigrar och två Panzer IV. Det utslagna tyska stridsvagnarna brändes för att förhindra att de bärgades och reparerades av tyskarna.
Under dagen började 2. Panzer-Division anlända till området för att sluta luckan i de tyska linjerna. Under eftermiddagen fruktade chefen för 7th Armoured Division, generalmajor George Erskine att den tyska pansardivisionen skulle hota den utsatta positionen vid Villers-Bocage. Istället för att förstärka positionen valde han att låta brigaden dra sig tillbaka. Hinde valde att låta 22nd Armoured Brigade dra sig tillbaka till en defensiv position på höjd 174 mellan Tracy-Bocage och Amayé-sur-Seulles. För att täcka reträtten öppnade brittiskt artilleri en kraftig spärreld. Inte heller kårchefen för XXX Corps Gerard Bucknall skickade några infanteriförstärkningar för att undsätta 22nd Armoured Brigade. På eftermiddagen den 14 juni valde Erskine att låta brigaden dra sig tillbaka till de brittiska linjerna vid Caumont-l'Éventé. Den följande natten jämnade Royal Air Forces bombplan Villers-Bocage med marken.

## Förluster och följder
4th County of London Yeomanry (Sharpshooters) rapporterade 88 saknade, 12 sårade och fyra döda den 13 juni. Samma dag förlorade man 20 Cromwell-stridsvagnar, fyra Sherman Firefly, tre Humber Scout Car, tre M3 Stuart och en halvbandvagn. Totalt förlorade britterna 14 halvbandvagnar och 14 bandvagnar. Totalt förlorade tyskarna sex Tiger-stridsvagnar och två Panzer IV.
Förlusterna den 13 juni för 4th County of London Yeomanry (Sharpshooters) ledde till att förbandet slogs samman med sitt systerregemente 3rd County of London Yeomanry (Sharpshooters) den 1 augusti 1944 i Carpiquet. Slaget var en stor taktisk motgång för britterna som missade en chans att utnyttja den brutna tyska linjen. Slaget var även ett förödande slag mot stridsmoralen hos 7th Armoured Division och övriga brittiska pansarförband. Kårchefen för XXX Corps generallöjtnant Gerard Bucknall och divisionschefen generalmajor George Erskine fick en stor del av skulden för det överdrivet försiktiga brittiska agerandet och operationens misslyckande, båda kom att ersättas inom kort.